# Shantel VanSanten
Shantel Yvonne VanSanten (* 25. července 1985, Luverne, Minnesota, Spojené státy americké) je americká herečka a modelka. Nejvíce se proslavila rolí Quinn James v seriálu stanice CW One Tree Hill a rolemi ve filmu Nezvratný osud 4, You and I a Something Wicked.

## Životopis
Shantel se narodila v Luverne v Minnesotě. Vyrůstala však v Dallasu v Texasu, kde navštěvovala Incarnate World Academy a Texas Christian University. V patnácti letech se začala věnovat modelingu pro Page Parkers Management.

## Kariéra
V roce 2005 se stala finalistkou soutěže stanice NBC Sports Illustrated: Swimsuit Model Search ale byla eliminovaná v první epizodě. V roce 2007 získala roli ve filmové adaptaci You and I, po boku Mischy Barton. Film se natáčel v Los Angeles a Moskvě. Film měl premiéru 25. ledna 2011 v Rusku a v Americe o rok později.
V roce 2009 se jako Lori Milligan objevila ve filmu Nezvratný osud 4 a ten samý rok získala hlavní roli v seriálu stanice The CW One Tree Hill, kde zobrazovala Quinn James.
Roli Christine si zahrála ve filmu Something Wicked. Film je posledním filmem herečky Brittany Murphy. Po boku Nikki DeLoach, Marka Famigliettiho a Roba Mayese se objevila ve filmu Gold Christmas 3. V seriálu Poslové si zahrála jednu z hlavních rolí, seriál byl však zrušen po první sérii. Patty Spivot si zahrála v seriálu stanice The CW The Flash. Od roku 2016 hraje jednu z hlavních rolí v seriálu Shooter, který je založen na stejnojmenném filmu a novele Point of Impact. V roce 2017 si zahrála Amy v poslední řadě seriálu Tým Škorpion.

## Osobní život
Během let 2008 až 2009 chodila s fotbalistou Michaelem Johnsonem Od června roku 2009 do května 2010 chodila s hercem Jamesem Laffertym. Dvojice se seznámila na natáčení seriálu One Tree Hill. Od roku 2017 chodí s kanadským hercem Victorem Websterem.

## Filmografie

### Film
| Rok  | Název            | Role               | Poznámky |
| ---- | ---------------- | ------------------ | -------- |
| 2007 | Savage Spirit    | Lori               |          |
| 2007 | Spellbound       | Sexy dívka z rande |          |
| 2008 | Na vlnách hrůzy  | Dívka              |          |
| 2009 | Nezvratný osud 4 | Lori Milligan      |          |
| 2009 | In My Pocket     | Sophie             |          |
| 2010 | Ztracený čas     | Rebecca Levine     |          |
| 2011 | You and I        | Janie              |          |
| 2014 | Something Wicked | Christine          |          |

### Televize
| Rok       | Název                | Role           | Poznámky                                  |
| --------- | -------------------- | -------------- | ----------------------------------------- |
| 2005      | Mafiánské Vánoce     | Krásná dívka   | TV film                                   |
| 2009      | Kriminálka New York  | Tara Habis     | díl: „Ztracená dcera“                     |
| 2009–2012 | One Tree Hill        | Quinn James    | Hlavní role (7.-9. řada), 55 dílů         |
| 2012      | A Golden Christmas 3 | Heather Hartly | TV film                                   |
| 2013      | Za branou            | Jackie         | díl: „Yankee Dan“                         |
| 2013      | Kráska a zvíře       | Tyler          | 3 díly                                    |
| 2014      | Gang Related         | Jessica Chapel | Hlavní role, 12 dílů                      |
| 2015      | Poslové              | Vera Markov    | Hlavní role, 13 dílů                      |
| 2015      | Noční směna          | Chloe          | díl: „Eyes Look Your Last“                |
| 2015–2016 | The Flash            | Patty Spivot   | Vedlejší role, 10 dílů                    |
| 2016      | Křižovatka smrti     | Victoria       | díl: „Familee Ties“                       |
| 2016–2018 | Shooter              | Julie Swagger  | Hlavní role, 31 dílů                      |
| 2016      | Timeless             | Kate Drummond  | díl: „Pilot“                              |
| 2017      | Love Blossoms        | Violet Chappel | TV film                                   |
| 2018      | Tým Škorpion         | Amy Berkstead  | díly: „The Bunker Games“ a „Wave Goodbye“ |
| 2019      | The Boys             | Becca Butcher  | 3 díly                                    |
| 2019      | For All Mankind      | Karen Baldwin  | hlavní role, 10 dílů                      |

### Videoklipy
| Rok  | Název          | Umělec          | Role         |
| ---- | -------------- | --------------- | ------------ |
| 2011 | „Fragile Bird“ | City and Colour | Dívka        |
| 2014 | „Amy“          | Goodie Mob      | Amy Anderson |

### Videohry
| Rok  | Název        | Role   |
| ---- | ------------ | ------ |
| 2019 | Apex Legends | Wraith |